# Blastus
Blastus é um género botânico pertencente à família Melastomataceae.